# Twardów
Twardów – wieś w Polsce położona w województwie wielkopolskim, w powiecie jarocińskim, w gminie Kotlin.
W latach 1975–1998 miejscowość administracyjnie należała do województwa kaliskiego.
Wieś ta dała początek nazwisku rodzinie Twardowskich herbu Ogończyk. We wsi znajduje się zabytkowy kościół parafialny pod wezwaniem świętych Apostołów Piotra i Pawła, wybudowany w latach 1885-1896. 
Po II wojnie światowej nazwę Twardów stosowano krótko wobec miejscowości Górzyniec na Dolnym Śląsku (dziś dzielnica Piechowic).